# Chamaesphecia borsanii
Chamaesphecia borsanii is een vlinder uit de familie wespvlinders (Sesiidae), onderfamilie Sesiinae.
De wetenschappelijke naam van de soort is voor het eerst geldig gepubliceerd door Köhler in 1953. De soort komt voor in het Neotropisch gebied.